# Калинина, Ольга Игоревна
Ольга Игоревна Калинина(Абакарова)  (р.21 февраля 1988) — казахстанская спортсменка, чемпионка Азии по вольной борьбе, 3х кратная чемпионка мира по пляжной борьбе, Чемпионка Азиатских игр по пляжной борьбе. 

## Биография
Родилась в 1988 году в Актау. В 2006 году стала бронзовым призёром чемпионата Азии по вольной борьбе. В 2009 году заняла 7-е место чемпионата мира. На чемпионате мира 2010 года заняла 8-е место. В 2011 году стала чемпионкой мира по пляжной борьбе, а на чемпионате мира по вольной борьбе стала лишь 18-й. В 2012 и 2013 годах вновь становилась чемпионкой мира по пляжной борьбе.